# Другая глубина
Другая глубина — второй студийный альбом российской певицы Татьяны Зыкиной. Релиз альбома состоялся 15 октября 2010 года. Сама Зыкина давала комментарий по поводу работы: «этот альбом будет отражать мое сегодняшнее музыкальное видение, в отличие от первого диска, который был сборником песен как очень старых, так и новых. Он будет электронным, а не роковым, клавишным, а не гитарным. Мы пишем его с чистого листа, не оглядываясь ни на какие условности, ГОСТы и форматы. Возможно, это самая скользкая дорожка, которую может выбрать музыкант, но по ней интересно и нестыдно идти».

## Запись
Рабочее название альбома — «Реагируй». Зыкина впервые попробовала себя в роли аранжировщика. Музыкальные идеи были воплощены Татьяной вместе с Александром Андреевым (группа «ГДР»), всё лето работа проходила на студии, где группа Татьяны репетировала последние два с половиной года. «Полная свобода самовыражения плюс песни, которые предельно адекватно отображают моё сегодняшнее понимание мира и самой себя — это сочетание приносило мне в процессе записи альбома невероятное творческое счастье, и теперь, когда я слушаю то, что у нас получилось, мне кажется, каждая нота источает это ощущение. О большей гармонии я не могла и мечтать», — говорит Татьяна о пластинке.
Были песни, которые сразу сложились. Были песни, как «Обещай мне», которые я очень долго делала дома сама. Были песни, как «Между пальцами» или «Смотри на меня», которые существуют уже больше года, это первые вещи, которые я сделала сама на компьютере. Они настолько напитаны моим трудом, я училась на них. Я их обожаю. Я не считаю, что они, как первый блин - комом. Я ими горжусь
Татьяна рассказала, что её новый альбом резко отличается от первого: «в первый раз меня подвела моя неопытность. Я не знала, что хочу, и положилась на свою администрацию. Они вытащили меня из неведения и потянули в ту сторону, которая им казалась правильной. По прошествии времени я поняла, что это направление не соответствуют моему собственному пониманию, как должна звучать музыка. Мне ничего не нравится в прошлом альбоме по части звука. Я не имею никакого отношения к року. Теперь я знаю, что хочу. Движение, которое мы выбрали со вторым альбомом, я считаю правильным».
Все песни, по словам исполнительницы, написаны в течение последних полутора лет, прошедших после выхода дебютного альбома "Ощущение реальности": «Это первая работа, выпущенная не как антология предыдущих лет творчества, а как единый пласт моей жизни, запечатленный в музыке, — рассказывает Татьяна. — Хотелось записать альбом своими руками, без участия дорогих студий и приглашенных музыкантов».
«Альбом „Другая глубина“ — это что-то вроде томографии моего мозга, — говорит певица. — Так я сейчас думаю, чувствую, так воспринимаю красоту музыки и точность словесного попадания. Я знаю в этих песнях каждую ноту, каждый звук, шум, звоночек. Самая главная — „Другая глубина“ — до сих пор вынимает из меня всю душу, я трепещу и погибаю, я страстный фанат этой песни. Написала её два года назад и мне сразу стало кристально ясно, что она появится на втором альбоме и альбом этот будет называться „Другая глубина“». Про песню «В серо-голубых» Зыкина говорила, что «история создания очень простая, в песне все сказано. Песня старая, но я сейчас нашла формулировку. Есть понятие „выражение воли“. Ты ждешь от человека этого. Между вами может быть все понятно, это вопрос банального первого шага, именно потому вопрос трепетный. Ты понимаешь, что он готов, не важно, кто сделает первый шаг из вас, но это все равно что первой в „аське“ написать кому-то или пригласить в гости. Это выражение твоей воли. И ты хочешь от другого человека тоже получить это».

## Релиз и продвижение
«Мы не планируем выпускать альбом в продажу, его основным местом пребывания станет Сеть, — говорит Татьяна. — Но мы приняли решение сделать подарочное издание, которое будем разыгрывать, просто дарить. Это почти полностью handmade штука: я буду сама прикладывать руку к каждому отдельному диску». Первые сто поклонников которые пришли на концерты презентации в Москве и Петербурге, получили в подарок специальное издание «Другой глубины»: на дисках, упакованных в железные CD-боксы, певица поставила автограф, а на вкладышах собственноручно написала тексты всех песен.
Альбом «Другая глубина» стал доступен для скачивания в Интернете за две недели до официальной московской премьеры. «Не каждый человек имеет возможность попасть на концерт, а скачать трек гораздо проще, — говорит Татьяна. — И если с первым альбомом у меня было совершенно обратное ощущение — музыка жила на концертах, а записи казались чужими и странными, то сейчас каждый звук на альбоме именно такой, каким и должен быть, я обожаю эти записи и очень хочу и через живые выступления донести все идеи и задумки, заложенные в студии».
14 октября альбом появился в свободном доступе на сайте Rutracker.org и в социальной сети Вконтакте. Презентация альбома прошла 15 октября в Санкт-Петербурге в клубе «Космонавт» и 30 октября в Москве клуб «IKRA».
Для поддержки альбома был снят клип на композицию Другая глубина, релиз которого состоялся на Rutracker.org 24 сентября. Позже в Сети появилась вторая видео-работа Владимира Шевченко (автора клипа Другая глубина), на этот раз на песню Обещай мне, никогда не исполняющуюся на концертах.
В 2012 году лейбл «Navigator Records» выпустил переиздание альбома с новым оформлением.

## Критика
Борис Барабанов: «Татьяна — талантливая поющая поэтесса, и её своеобразный стих вернулся наконец в неброские электронные сетки, в решетки трип-хопового бита. От сравнений с Земфирой ей не отделаться уже никогда, но „Другая глубина“ не режет слух ни этими ассоциациями, ни слишком „жирными“ аранжировками. Домашний такой трип-хоп с умеренно драматичными песенными сюжетами, интровертная эстрада, не бьющая под дых, а, скорее, переводящая дыхание».
Дмитрий Прочухан на сайте NEWSmusic.ru дал оценку 6 из 10, отметив, что Татьяна Зыкина решила «пойти в народ», выложив в пиринговых сетях для свободного скачивания как треки альбома, так и видео на заглавную композицию..
Музыкальный журнал Apelzin дал положительную оценку альбому, отметив его как очень драйвовый трип-хоп альбом, в котором каждая песня сделана с явной любовью и профессионализмом.
В статье «Другая глубина Татьяны Зыкиной» на сайте moozon.ru альбом рассматривается как концептуальный, с подробным потрековым анализом его сюжетной линии.

## Список композиций
Слова и музыка всех песен — Татьяна Зыкина.
| №  | Название          | Длительность |
| -- | ----------------- | ------------ |
| 1. | «Реагируй»        | 3:32         |
| 2. | «Между пальцами»  | 4:36         |
| 3. | «Статус семейный» | 3:31         |
| 4. | «Лёгкость»        | 3:49         |
| 5. | «Смотри на меня»  | 4:17         |
| 6. | «В серо-голубых»  | 3:31         |
| 7. | «Успокоиться»     | 3:41         |
| 8. | «Другая глубина»  | 4:46         |
| 9. | «Обещай мне»      | 7:10         |